# Wolfgang Harder
Wolfgang Harder (* 30. Oktober 1522 in Leipzig; † 16. Februar 1601 (1602) ebenda) war ein deutscher evangelischer Theologe.

## Leben
Der Sohn des Sattlers Sixtus Harder und dessen Frau Anna Schirmeister, hatte in seiner Jugend Privatlehrer gehabt und die Stadtschule seiner Heimatstadt besucht. 1534 begann er Studien an der Universität Leipzig, wo er sich 1544 das Baccalaurat und 1549 den akademischen Grad eines Magisters der philosophischen Wissenschaften erwarb. Noch 1549 wurde er Subdiakon an der Leipziger St. Nikolaikirche, trat in die theologische Fakultät seiner Heimatuniversität ein, war 1557 Lizentiat der Theologie und zum Diakon an der St. Nikolaikirche aufgestiegen. 1557 wurde er dort Archidiakon und 1573 Pastor daselbst. Als solcher wurde er im gleichen Jahr Professor der Theologie an der Universität seiner Heimatstadt, promovierte zur gleichen Zeit zum Doktor der Theologie und wurde 1575 Kollegiat im großen Fürstenkollegium. 
Er an den theologischen Konventen seiner Zeit teil und unterschrieb 1580 die Konkordienformel. Nach dem Abgang von Nikolaus Selnecker wurde er 1590 Superintendent in Leipzig. Da die konfessionellen Streitigkeiten mit der lutherischen Orthodoxie, ihn auch als einer der höchsten Vertreter der sächsischen Theologen betrafen, wurde er 1592 von seinen Ämtern als Kryptokalvinist entbunden. Er war zweimal Präpositor des großen Fürstenkollegiums gewesen, in den Jahren 1575, 1578, 1581, 1584, 1587, 1590 Dekan der theologischen Fakultät und 1590 auch Senior der Meißner Nation. Vom Rat der Stadt erhielt er bis zu seinem Lebensende eine Leibrente.

## Familie
Harder war zweimal verheiratet. Seine erste Ehe hatte er 1551 mit Eva († 14. August 1558), der Tochter von Theodor Butzbach geschlossen, die zwei Kindern das Leben schenkte. Seine zweite Ehe schloss er 1559 mit Katharina, der Tochter des Goldschmiedes Pancratius Neuper, aus welcher Ehe acht Söhne und zwei Töchter hervorgingen. Sein Sohn Paulus Harder wurde Pfarrer in Kleuden und der Diakon an der St. Thomaskirche in Leipzig, sowie später Pfarrer in Magdeburg Matthias Hader (* 20. September 1562 in Leipzig; † 27. Februar 1616 in Magdeburg).